# خوسه آنتونیو گاریدو
خوسه آنتونیو گاریدو (اسپانیایی: José Antonio Garrido‎؛ زادهٔ ۲۸ نوامبر ۱۹۷۵) دوچرخه‌سوار اهل اسپانیا است. وی در مسابقات جیرو دیتالیا شرکت کرده است.